# Wapen van Edegem

Het wapen van Edegem

Het wapen van Edegem is het heraldisch wapen van de Antwerpse gemeente Edegem. Het wapen werd op 1 september 1932 per koninklijk besluit aan de gemeente toegekend. Op 16 februari 1993 kreeg de gemeente, per ministerieel besluit, een gewijzigde omschrijving toegekend.

## Blazoeneringen
Vanwege de wijzigingen in het wapen, heeft Edegem twee blazoeneringen voor het wapen.
De eerste blazoenering luidt als volgt:
In zilver een leeuw van sabel genageld en getongd van keel, het schild getopt met eene kroon van vijftien paarlen waarvan drie verheven.
Het wapen heeft een zilveren veld, met daarop een zwarte leeuw. De leeuw heeft rode nagels en tong. Op het schild staat een oude gravenkroon.
In 1993 werd het tweede wapen, met aangepaste omschrijving, in gebruik genomen. Deze omschrijving luidt als volgt:
In zilver een leeuw van sabel, geklauwd en getongd van keel. Het schild getopt met een kroon van goud met vijftien parels waarvan drie verheven.
Het wapen is zelf exact hetzelfde als het wapen uit 1932, alleen de blazoenering is aangepast.

## Geschiedenis
Het wapen van de gemeente Edegem is gelijk aan dat van de heren van Fiennes, dat samen met Mortsel de heerlijkheid Cantecroy vormde. De oudste bekende afbeelding van het wapen van Edegem betreft een 15e-eeuws zegel. Doordat de heerlijkheid toentertijd eigendom was van de familie Ranst, is het mogelijk dat dit hun wapen betreft. De familie had de heerlijkheid tot in de 16e eeuw in eigendom. Nog voor 1539 kreeg de familie Pontaillier de heerlijkheid in bezit, waarna tot 1652 de heerlijkheid verschillende malen van eigenaar wisselde. In 1570 werd de heerlijkheid tot graafschap verheven, waardoor het latere wapen ook een gravenkroon mocht gaan dragen. Tussen 1652 en 1781 bezit de familie Fiennes de heerlijkheid. De familie liet ook de zegels van de schepenbank met haar wapen maken.
Het wapen dat Edegem in 1932 toegekend werd, werd in 1993 bevestigd. De vlag van de gemeente is gelijk aan het wapen.

## Overeenkomstige wapens
Het wapen van Edegem kan op historische gronden met de volgende wapens vergeleken worden:

Het wapen van Fiennes